# International Federation of Liberal Youth
International Federation of Liberal Youth (IFLRY) är en internationell liberal ungdomsorganisation som samlar nationella liberala ungdomsorganisationer världen över.  Organisationen är en del av Liberal International och har mer än 90 medlemsorganisationer.

## Historia
IFLRY grundades i dagens form  1979 i Silkeborg, Danmark, men har sina rötter i de två tidigare organisationerna World Federation of Liberal and Radical Youth (WFLRY) och European Federation of Liberal and Radical Youth (EFLRY). Då WFLRY grundades den 26 augusti Politikåret 1947 i Cambridge, England brukar dessa ibland räknas som organisationens födelseplats och födelseår
.Organisationen har sitt huvudsäte i Berlin.
Två av förbundets medlemsorganisationer är aktiva i Sverige, dessa är Liberala ungdomsförbundet och Centerns ungdomsförbund.

## Bureau 2020–2022[3]
- Amanda Kanange, President (LUF, Sverige)
- Michel Nentwig, Generalsekreterare (JuLis, Tyskland)
- Justin Meyers, Kassör (YDA, USA)
- Bram Roodhart, Vice President (JOVD, Nederländerna)
- Yevheniia Fedotova, Vice President (LDLU, Ukraina)
- Pau Vico, Vice President (JNC, Katalonien)
- Sam Hudis, Vice President (YDA, USA)

## Medlemsorganisationer[4]
| Organisation                                                                                         | Land                    | Status            |
| --- | ----------------------- | ----------------- |
| 3H Hareketi                                                                                          | Turkiet                 | Fullvärdig medlem |
| Cairo Liberal Forum                                                                                  | Egypt                   | Kandidatmedlem    |
| Centerpartiets ungdomsförbund (CUF)                                                                  | Sverige                 | Fullvärdig medlem |
| Centro de Analasis para Politicas Publicas (CAPP)                                                    | Dominikanska republiken | Observatör        |
| Civil Forum (Gramadyanski Forum)                                                                     | Vitryssland             | Fullvärdig medlem |
| Coordination des Eleves et Etudiants Patriotes (CEEP)                                                | Senegal                 | Kandidatmedlem    |
| Kroatiska folkpartiet – liberaldemokraternas ungdom (Mladi Hrvatske Narodne Stranke, CPPY)           | Kroatien                | Fullvärdig medlem |
| DALGA Youth Movement                                                                                 | Azerbajdzjan            | Fullvärdig medlem |
| Democratic Alliance Youth                                                                            | Sydafrika               | Kandidatmedlem    |
| Egyptian Centre for Public Policy Studies                                                            | Egypt                   | Fullvärdig medlem |
| Estonian Centre Party Youth (Eesti Keskerakonna Noortekogu, YAECP)                                   | Estland                 | Fullvärdig medlem |
| European Youth of Ukraine                                                                            | Ukraina                 | Fullvärdig medlem |
| Centerungdomens Förbund i Finland (Suomen Keskustanuoret)                                            | Finland                 | Fullvärdig medlem |
| Future Youth                                                                                         | Libanon                 | Fullvärdig medlem |
| Gibraltar Liberal Youth (GLY)                                                                        | Gibraltar               | Fullvärdig medlem |
| Institute for Democracy and Leadership                                                               | Sri Lanka               | Fullvärdig medlem |
| Istrian Democratic Youth                                                                             | Kroatien                | Fullvärdig medlem |
| Joventut Nacionalista de Catalunya (Young Nationalists of Catalonia, JNC)                            | Spanien                 | Fullvärdig medlem |
| JUNOS – Junge Liberale NEOS                                                                          | Österrike               | Fullvärdig medlem |
| Juventud Liberal Radical Auténtica                                                                   | Paraguay                | Fullvärdig medlem |
| Juventud Liberal de Honduras                                                                         | Honduras                | Fullvärdig medlem |
| Juventud Libertaria                                                                                  | Costa Rica              | Kandidatmedlem    |
| L²                                                                                                   | Belgien                 | Fullvärdig medlem |
| Liberal Alliances Ungdom (LAU)                                                                       | Danmark                 | Observatör        |
| Liberal Democratic Youth of Macedonia (Liberalno-Demokratska Mladina Macedonia, LiDeM)               | Makedonien              | Fullvärdig medlem |
| Liberal Youth                                                                                        | Storbritannien          | Fullvärdig medlem |
| Liberal Youth Association of Hungary                                                                 | Ungern                  | Kandidatmedlem    |
| Liberal Youth of Moldova                                                                             | Moldavien               | Fullvärdig medlem |
| Liberala ungdomsförbundet (LUF)                                                                      | Sverige                 | Fullvärdig medlem |
| Lithuanian Liberal Youth (Lietuvos Liberalus Jaunimas, LLJ)                                          | Litauen                 | Fullvärdig medlem |
| MEEL                                                                                                 | Senegal                 | Kandidatmedlem    |
| Mladejko dvijeni za prav i svobodi (YMRF)                                                            | Bulgarien               | Fullvärdig medlem |
| Mouvement des Jeunesses Travaillistes                                                                | Senegal                 | Fullvärdig medlem |
| Musavat Youth Organization                                                                           | Azerbajdzjan            | Kandidatmedlem    |
| National Liberal Party Youth                                                                         | Libanon                 | Kandidatmedlem    |
| Norges Liberale Studentforbund (NLSF)                                                                | Norge                   | Fullvärdig medlem |
| Political Institute for Freedom (Instituto Politico para la Libertad)                                | Peru                    | Fullvärdig medlem |
| Projekt:Polska                                                                                       | Poland                  | Fullvärdig medlem |
| Radikal Ungdom (RU)                                                                                  | Danmark                 | Fullvärdig medlem |
| Rassemblement es Jeunes Republicains                                                                 | Elfenbenskusten         | Fullvärdig medlem |
| Svensk Ungdom (SU)                                                                                   | Finland                 | Fullvärdig medlem |
| Unión Colombiana de Jóvenes Demócratas                                                               | Colombia                | Fullvärdig medlem |
| Union des Jeunesses Travaillistes et Libérales                                                       | Senegal                 | Fullvärdig medlem |
| Vesna                                                                                                | Ryssland                | Fullvärdig medlem |
| Yabloko Youth                                                                                        | Ryssland                | Kandidatmedlem    |
| Jonge Democraten (JD)                                                                                | Nederländerna           | Fullvärdig medlem |
| Young Democrats of America (YDA)                                                                     | United States           | Fullvärdig medlem |
| Young Democrats of Luxembourg                                                                        | Luxemburg               | Fullvärdig medlem |
| Young Liberal Democracy (Mladi Liberalna Demokracija, MLD)                                           | Slovenien               | Fullvärdig medlem |
| Junge Liberale (JuLis)                                                                               | Tyskland                | Fullvärdig medlem |
| Young Liberals (Switzerland) (Jungfreisinnige Schweiz, JFS / Jeunes Libéraux Radicaux Suisses, JLRS) | Schweiz                 | Fullvärdig medlem |
| Young Liberals of Andorra (Joventut Liberal d'Andorra, LDRS)                                         | Andorra                 | Fullvärdig medlem |
| Young Liberals of Bosnia and Herzegovina (Mladi Liberali Bosne i Hercegovine, MLBiH)                 | Bosnien och Hercegovina | Fullvärdig medlem |
| Young Liberals of Canada                                                                             | Kanada                  | Fullvärdig medlem |
| Young Liberals of Montenegro                                                                         | Montenegro              | Fullvärdig medlem |
| Norges Unge Venstre (NUV)                                                                            | Norge                   | Fullvärdig medlem |
| Young Radicals of the Left (Jeunes Radicaux de Gauche, JRG)                                          | Frankrike               | Fullvärdig medlem |
| Young Republicans                                                                                    | Georgia                 | Kandidatmedlem    |
| Youth & Future Association (AJA)                                                                     | Marocko                 | Fullvärdig medlem |
| Youth Congress (ANC Youth)                                                                           | Armenien                | Fullvärdig medlem |
| Youth Initiative                                                                                     | Nepal                   | Fullvärdig medlem |
| Venstres Ungdom (VU)                                                                                 | Danmark                 | Fullvärdig medlem |
| Jongeren Organisatie Vrijheid en Democratie (JOVD)                                                   | Nederländerna           | Fullvärdig medlem |